# James Bobin

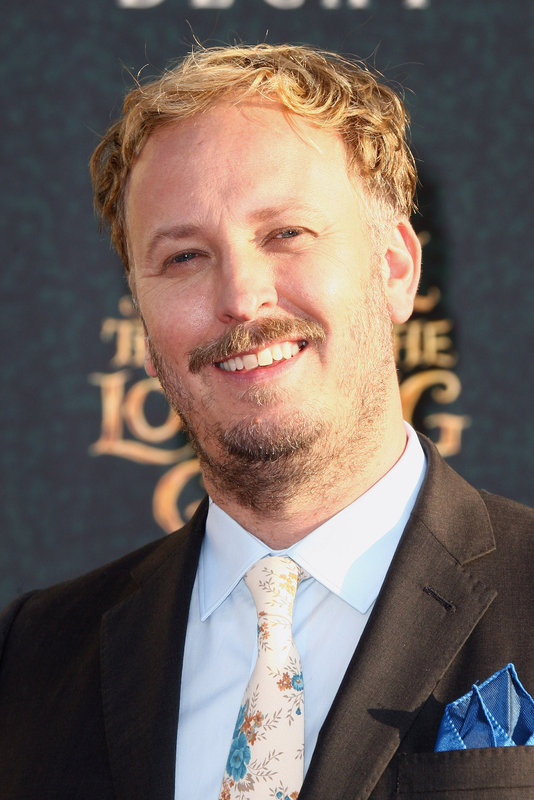
James Bobin bei der Premiere des Films Alice im Wunderland: Hinter den Spiegeln (2016)

James Bobin (* 1972 in Abingdon, Oxfordshire, England) ist ein britischer Filmregisseur, Fernsehproduzent und Drehbuchautor.

## Leben und Karriere
James Bobin wuchs in Titchfield, in der Nähe von Fareham, auf. Er besuchte die Titchfield Primary School und die Portsmouth Grammar School. Sein Vater, David Bobin, arbeitet als Fernsehsprecher bei dem Fernsehsender Sky Sports. 1995 spielte er die Hauptrolle in der BBC-Two-Fernsehserie Modern Times: Fatmates.
Bobin ist hauptsächlich durch seine Arbeit an den Fernsehserien The 11 O’Clock Show und der Da Ali G Show bekannt. Er war an der Konzeption der Figuren Ali G, Borat aus dem gleichnamigen Film und Brüno aus dem gleichnamigen Film beteiligt. In den Jahren 2003 und 2004 schrieb er die Drehbücher und führte Regie bei allen 12 Episoden der zweiten und dritten Staffel der Fernsehsendung Da Ali G Show, die auf dem Kabelsender HBO ausgestrahlt wurden. Anschließend erdachte er für HBO die Comedyserie Flight of the Conchords, die von 2007 bis 2009 auf diesem lief. An der Serie war er als Executive Producer beteiligt und inszenierte selbst elf Episoden.
Sein Spielfilmdebüt als Regisseur, Die Muppets, eine Musicalkomödie geschrieben von Jason Segel und Nicholas Stoller, erhielt überwiegend positive Kritik. Auch bei der 2014 veröffentlichten Fortsetzung, Muppets Most Wanted, übernahm er die Regie.
Im Juli 2007 wurde Bobin Vater einer Tochter.

## Filmografie (Auswahl)
- 1998: The 11 O’Clock Show (Fernsehserie)
- 2000, 2003–2004: Da Ali G Show (Fernsehserie)
- 2007–2009: Flight of the Conchords (Fernsehserie)
- 2011: Die Muppets (The Muppets)
- 2013: Enlightened – Erleuchtung mit Hindernissen (Enlightened, Fernsehserie, Episode 2x05)
- 2014: Muppets Most Wanted
- 2016: Alice im Wunderland: Hinter den Spiegeln
- 2019: Dora und die goldene Stadt (Dora and the Lost City of Gold)

## Auszeichnungen und Nominierungen
Für seine Arbeit an der Da Ali G Show und Flight of the Conchords wurde er 2003, 2005, 2008 und 2009 für insgesamt elf Emmy-Awards und 2008 für drei WGA-Awards nominiert.
Bereits 2000 erhielt er für The 11 O’Clock Show eine Nominierung für den BAFTA-Award in der Kategorie Beste Comedie-Fernsehserie. 2012 und 2013 wurde er für Die Muppets für einen weiteren BAFTA-Award und für einen British Academy Children’s Award nominiert.